# Chris Rankin
Christopher William Rankin (Auckland, 8 novembre 1983) è un attore neozelandese naturalizzato britannico, conosciuto per aver interpretato Percy Weasley nei film della saga di Harry Potter.
Nato in Nuova Zelanda, ha vissuto a Rothesay Bay fino all'età di sei anni. Ha frequentato la Kristin School ad Albany, e successivamente si è trasferito con la famiglia a Norfolk, Gran Bretagna, dove risiede tuttora.

## Carriera
In Gran Bretagna, ha frequentato la scuola elementare Shipdham, la scuola media Northgate High School e la scuola secondaria Dereham Sixth Form College. All'età di undici anni ha scoperto la sua passione per la recitazione, partecipando a recite scolastiche quali Bugsy Malone and The Lion e The Witch and The Wardrobe (La strega e l'armadio). Dal 2000 ha iniziato a recitare professionalmente, e l'anno successivo è stato scelto per interpretare Percy Weasley, uno dei fratelli maggiori del migliore amico di Harry Potter, Ron Weasley.
Fu confermata la sua partecipazione alla prima parte dell'ultimo capitolo della saga di Harry Potter, diviso in due film, dopo la sua apparizione irrisoria sullo sfondo del Ministero della Magia in Harry Potter e l'Ordine della Fenice. Egli, infatti, non è apparso nel quarto e nel sesto film della saga, rispettivamente Harry Potter e il calice di fuoco ed Harry Potter e il principe mezzosangue. A parte la sua partecipazione ai popolari film del maghetto, Chris Rankin ha anche recitato nella miniserie televisiva The Rotters' Club, e presta la voce a Jack lo squartatore in un audiolibro intitolato Autumn of Terror, scritto da Neil Story.

Rankin è cofondatore di una compagnia teatrale, la Painted Horse UK. Attualmente è sotto contratto con l'agente Stacey Castrol e studia alla University of Lincoln.

## Filmografia
- Harry Potter e la pietra filosofale (2001)
- Harry Potter e la camera dei segreti (2002)
- Harry Potter e il prigioniero di Azkaban (2004)
- The Rotters' Club - serie TV, 3 episodi (2005)
- Explode, Chapter Two: Into the Fold (2006)
- Harry Potter e l'Ordine della Fenice (2007)
- Harry Potter e i Doni della Morte - Parte 2 (2011)

## Doppiatori italiani
- Emiliano Coltorti in Harry Potter e la pietra filosofale, Harry potter e la camera dei segreti e Harry Potter e il prigioniero di Azkaban